# Alexey Tryoshnikov
Alexey Fyodorovich Tryoshnikov (ruso: Алексе́й Фёдорович Трёшников) (14 de abril de 1914 en el pueblo de Pavlovka, ahora en el distrito de Baryshsky, Óblast de Uliánovsk - 18 de noviembre de 1991 en San Petersburgo) fue un explorador polar soviético y líder de la 2.ª Expedición Antártica y Antártica Soviética XIII Expedición Antártica Soviética.
Participó en la defensa de la Ruta del Mar del Norte durante la Segunda Guerra Mundial y participó en la expedición soviética de 1948 al Polo Norte. Entre 1954 y 1955, fue el líder de la estación de hielo del Polo Norte-3 en el océano Ártico.
También fue presidente de la Sociedad Geográfica de la URSS desde 1977 y director del Instituto de Investigación del Ártico y Antártico (AARI) de la Unión Soviética de 1960 a 1981. En 1982 fue elegido Académico de la Academia de Ciencias de la URSS .
Un planeta menor (3339) Treshnikov descubierto por el astrónomo checo Antonín Mrkos en 1978 lleva su nombre.